# Grande incêndio de Meireki

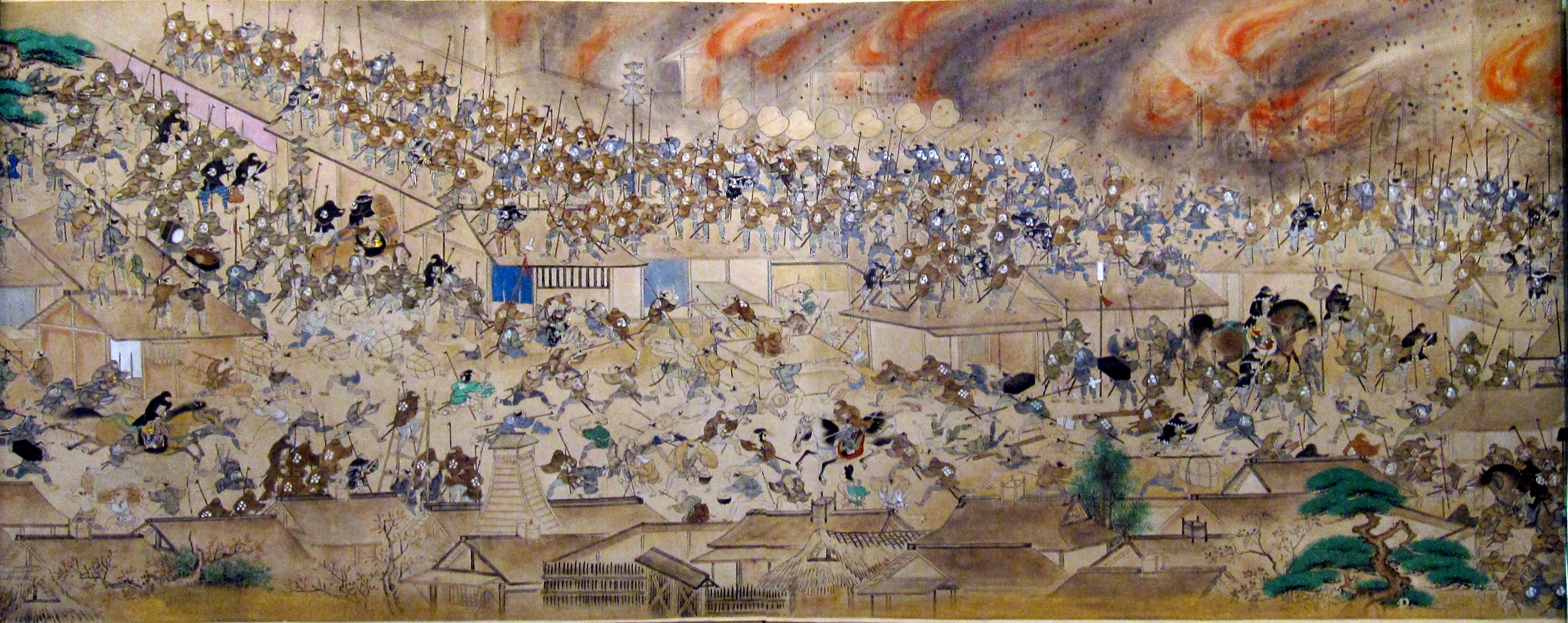
Representação das cenas do Grande Incêndio de Meireki (mantido no Edo-Tokyo Museum)

O Grande incêndio de Meireki (明暦の大火, Meireki no taika), também referido como incêndio Furisode, destruiu entre 60 e 70% da capital japonesa de Edo (hoje Tóquio) a 2 de março de 1657. O incêndio durou três dias e estima-se que tenha matado 100 000 pessoas.

## Grande Fogo de Edo

### Lenda
O incêndio teria sido iniciado acidentalmente por um sacerdote que estava cremando um quimono supostamente amaldiçoado. O quimono foi possuído em sucessão por três adolescentes que morreram antes mesmo de poder usá-lo. Quando a roupa estava sendo queimada, uma grande rajada de vento soprou nas chamas, fazendo com que o templo de madeira pegasse fogo.

### História
O incêndio começou no décimo oitavo dia do ano, no distrito de Hongō, em Edo, e se espalhou rapidamente pela cidade, devido aos ventos com força de furacão que sopravam de noroeste. Edo, como a maioria das cidades e vilas japonesas da época, e como a maioria das cidades do Leste Asiático, foi construída principalmente de madeira e papel. Os edifícios estavam especialmente secos devido à seca do ano anterior, e as estradas e outros espaços abertos entre os edifícios eram pequenas e estreitas, permitindo que o fogo se alastrasse e aumentasse de forma particularmente rápida. (Muitas cidades na Europa tiveram problemas semelhantes, sendo construídas com material inflamável; Londres iria queimar apenas nove anos depois.) Embora Edo tivesse uma brigada de incêndio designada, o Hikeshi (火 消 し, "extintor de incêndio"), tinha sido estabelecido apenas 21 anos antes e simplesmente não era grande o suficiente, experiente o suficiente ou bem equipado o suficiente para enfrentar tal incêndio.
Na segunda noite, os ventos mudaram e o fogo foi empurrado da extremidade sul da cidade de volta ao centro. As casas dos lacaios mais próximos do shōgun, em Kōjimachi, foram destruídas quando o fogo atingiu o castelo Edo, bem no centro da cidade. Por fim, a fortaleza principal foi salva, mas a maioria dos edifícios externos e todas as casas dos lacaios e servos foram destruídos. Finalmente, no terceiro dia, os ventos cessaram, assim como as chamas, mas a fumaça densa impediu o movimento pela cidade, a remoção dos corpos e a reconstrução por vários dias.

### Consequências

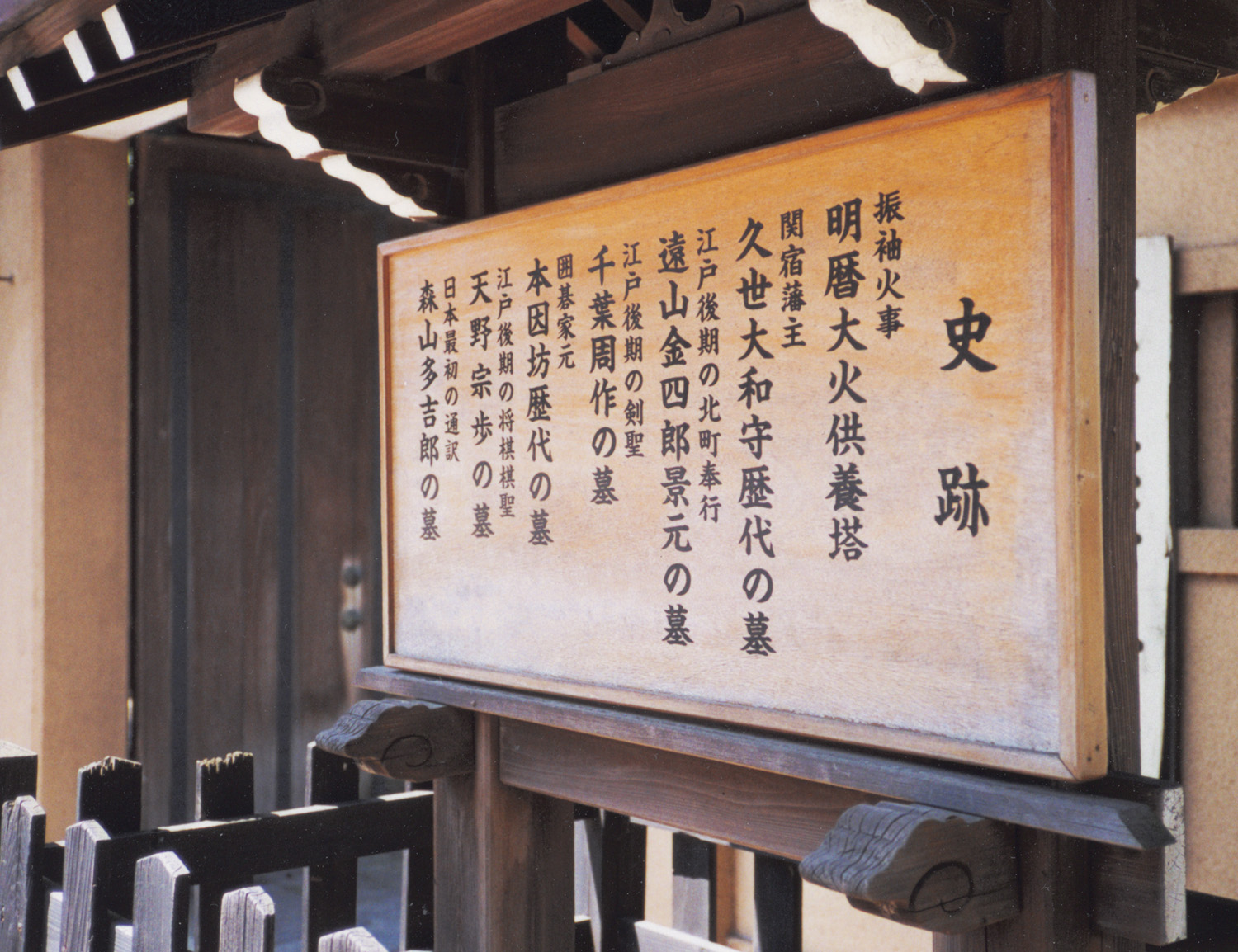
Memorial às vítimas do Grande incêndio de Meireki.

No dia 24 do ano novo, seis dias após o início do incêndio, monges e outros começaram a transportar os corpos dos mortos no rio Sumida para Honjo, Sumida, Tóquio, uma comunidade no lado leste do rio. Lá, fossas foram cavadas e os corpos enterrados; o Ekō-in (Salão de Oração pelos Mortos) foi então construído no local.
Os esforços de reconstrução levaram dois anos, pois o xogunato aproveitou a oportunidade para reorganizar a cidade de acordo com várias considerações práticas. Sob a orientação de Rōjū Matsudaira Nobutsuna, ruas foram alargadas e alguns distritos replanejados e reorganizados; um cuidado especial foi tomado para restaurar o centro mercantil de Edo, protegendo e impulsionando em certa medida a economia nacional em geral. Plebeus e samurais receberam fundos do governo para a reconstrução de suas casas, e a restauração do castelo do shōgun foi deixada para ser concluída por último. A zona envolvente do castelo, tal como foi restaurada, foi reorganizada para deixar espaços mais amplos para funcionar como aceiros; as casas dos retentores foram removidas do castelo e vários templos e santuários foram transferidos para as margens do rio.

Um dos maiores desastres da história japonesa, a morte e a destruição provocadas pelo incêndio Meireki foram quase comparáveis às sofridas no Grande terremoto Kantō de 1923 e no bombardeio de Tóquio em 1945 na Segunda Guerra Mundial. Cada um desses eventos do século 20, como o incêndio Meireki menos de três séculos antes, causou cerca de 100 000 mortes e a destruição da maior parte da cidade.